# 范布倫鎮區 (印地安納州戴維斯縣)
范布倫鎮區（英語：Van Buren Township）是位於美國印地安納州戴維斯縣的一個行政鎮區。

## 地方資料
根據2010年美國人口普查的數據，范布倫鎮區的面積為79.90平方千米，當中陸地面積為78.30平方千米，而水域面積為1.60平方千米。當地共有人口2552人，而人口密度為每平方千米31.94人。